# 彭龙
彭龙（1964年2月—），男，汉族，安徽芜湖人，中华人民共和国教育家。

## 生平
1983年，毕业于阜阳师范学院数学系。1997年7月，获得中国科学院系统科学研究所博士学位，此后在北京大学光华管理学院从事博士后研究。
1997年9月，供职于北京外国语大学國際商學院副院长、院长，2001年6月至2012年12月任北京外國語大學國際商學院院长，2007年8月至2014年2月，任北京外国语大学党委常委、副校长。2014年2月，任北京外国语大学校长。
2019年7月，调任西南财经大学常务副校长，保留正厅级待遇。2022年5月，不再担任西南财大副校长。